# 勞工法

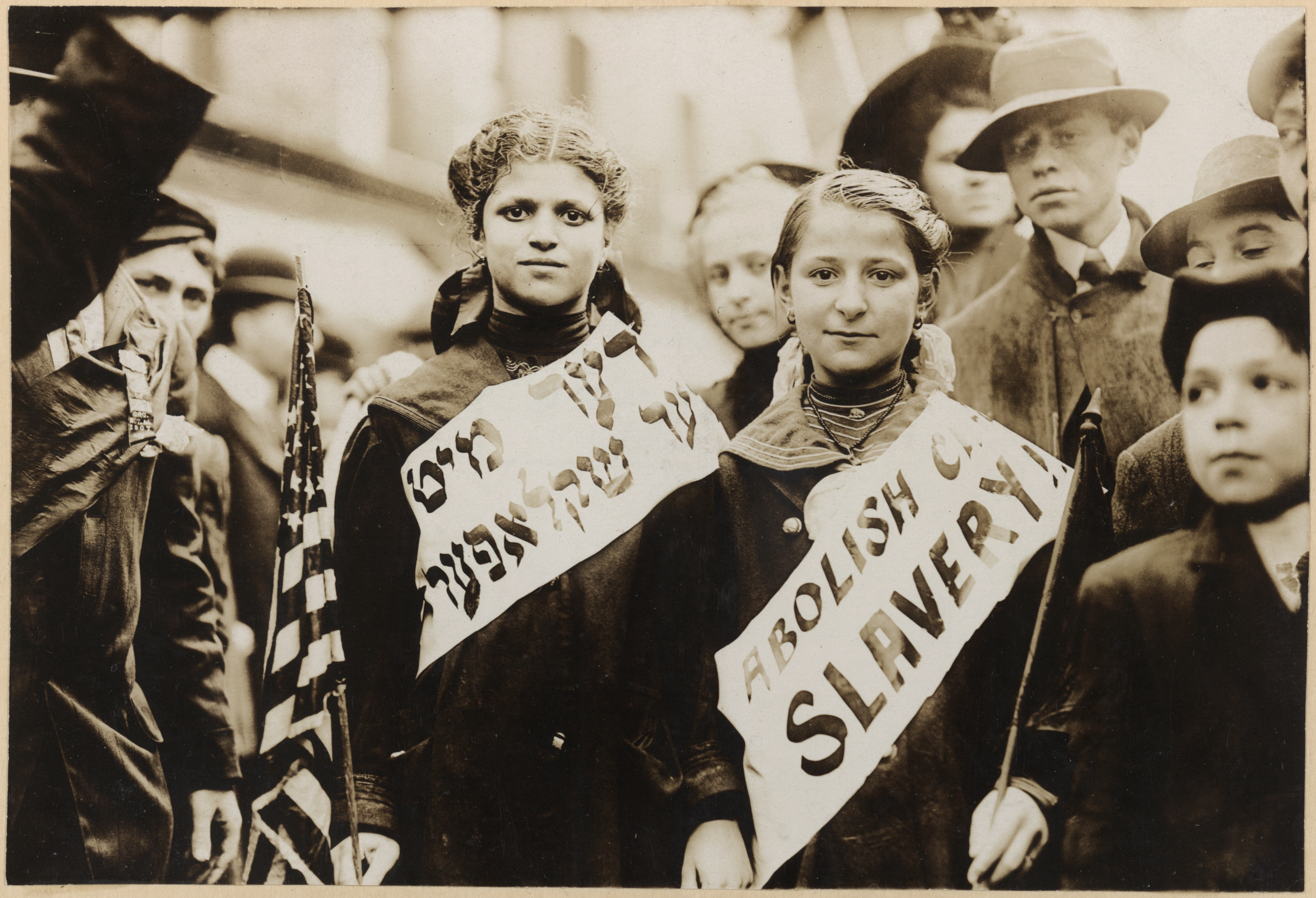
两名女孩在身上分別懸掛著“廢除兒童奴役”的意地绪语和英語。

勞工法，又稱勞動法，泛指與勞工事宜有關的法律條文。這些法律條文規管工會、僱主及僱員的關係，並保障各方面的權利及義務。

## 主要涵蓋內容
- 勞動契約
- 工資
- 工時與休假
- 反歧視，同工同酬
- 童工與女工
- 退休

## 相關論點
- 勞工就算假借、冒用、偽造、變造學歷（力）證明文件求職者或求職考試舞弊行為，錄用後被發現，僱主雖依法可以開除勞工，但因勞工確實有實際參予勞務，所以不得追回工資等

## 影視作品
- 2007年《派遣女王》
- 2008年《OL日本》
- 2010年《打工仔買房記》
- 2012年《派遣女醫X》
- 2012年《派遣家政婦》
- 2013年《段田凜 勞動基準監督官》